# Szent Dezső
Szent Dezső (franciául: Didier de Vienne) (Autun, 556. – Vianne, 607.) szentté avatott püspök, vértanú.

## Élete
556-ban született Autun-ben, előkelő, nemesi családban. Mivel komolyan érdekelték a tudományok, ezért szülei kora gyermekkorától papnak szánták. 594-ben a papság, valamint a nép egyhangúlag megválasztotta a Vianne-i érseki székbe.
Környezetében szigorúan igyekezett megvalósítani az őskeresztény hitbeli és erkölcsbeli viszonyokat, de emellett gyakran tanulmányozta az antik latin és görög irodalmat is. Emiatt, miszerint eretnekséget olvas, bevádolták Nagy Szent Gergely pápánál. A pápa Dezsőt megintette, de hamarosan kiderült a vád alaptalansága, hiszen tanításában teljesen ragaszkodott a keresztény hitvalláshoz.
Fő feladataként az angolok megtérítésének misszióját tekintette. Ekkor került először összeütközésbe az özvegy Brunhilda frank királynéval, akinek bűneit és vétkeit nyilvánosan kihirdette. Brunhilda ezt ne fogadta el, majd Dezsőt koholt vádakkal száműzte egy távol eső, kopár szigetre.
Dezső itt a száműzetésben ápolta a szigetlakók hitéletét. Csodák és csodás gyógyulások híressé tették, Brunhilda kénytelen volt visszahelyezni a püspököt székhelyére, ám továbbra is próbálta hitelességét aláásni. 
Amikor Dezső 607-ben újból megfeddte Brunhildát, az orgyilkosokat bérelt. A csőcselék kövekkel dobálta meg, s ez a halálát okozta.  Az asszony aljassága kiderült, és II. Chlothar frank király kivégeztette őt. Dezső holttestét 620-ban ünnepélyesen temették el a Vianne-i Szent Péter és Pál templomban.

## Fordítás
- Ez a szócikk részben vagy egészben  a   Didier de Vienne című francia Wikipédia-szócikk fordításán alapul.  Az eredeti cikk szerkesztőit annak laptörténete sorolja fel. Ez a jelzés csupán a megfogalmazás eredetét és a szerzői jogokat jelzi, nem szolgál a cikkben szereplő információk forrásmegjelöléseként.